# Världsmästerskapet i fotboll 1950
Världsmästerskapet i fotboll 1950 spelades på sex olika arenor i Brasilien mellan 24 juni och 16 juli 1950. Det är det enda världsmästerskap i fotboll i vilket det inte spelades någon final. Turneringen avgjordes med spel i en slutgrupp, där de fyra länder som gått vidare från det inledande gruppspelet mötte varandra i en serie. Mästare blev Uruguay, som i den sista matchen besegrade Brasilien med 2–1.

## Förlopp
På grund av andra världskriget och dess följder hade det dröjt 12 år innan ett VM-slutspel åter arrangerades. 16 lag hade kvalificerat sig och spelordningen hade gjorts om. Lagen fördelades på fyra grupper, där segraren i varje grupp gick vidare till en slutgrupp i vilken gruppsegraren blev mästare. Endast 13 lag kom till start. Indien, Skottland och Turkiet drog sig ur av olika skäl. Frankrike och Portugal erbjöds två av de tomma platserna men tackade nej.
Favoriter till guldet var Brasilien och förväntningarna på hemmaplan var enorma. Allt gick enligt planerna fram tills den sista direkt avgörande matchen mot Uruguay i slutgruppspelet. Det hade för hemmanationen räckt med oavgjort för att säkra guldet men inför 199 854 åskådare på den gigantiska Maracanã i Rio de Janeiro lyckades Uruguay segra med 2–1.
Sverige tog brons. Svenskarna gick vidare från det första gruppspelet via en 3–2-seger mot 2-faldigt regerande mästarna Italien och 2–2 mot Paraguay. I finalomgången förlorade man mot Brasilien med hela 1–7 och mot Uruguay med 2–3. Bronsmedaljen kunde säkras genom seger med 3–1 mot Spanien.
I det svenska laget fanns bland andra målvakten Kalle Svensson och vänsteryttern Stig "Vittjärv" Sundqvist, som blev tremålsskytt. Calle Palmér, Hasse Jeppson, tre- respektive tvåmålsskytt och Lennart "Nacka" Skoglund bildade en målfarlig innertrio benämnd Pal-Jep-Sko. Kalle Svensson kom att få sitt smeknamn "Rio-Kalle" efter de bragdartade insatserna i vinstmatcherna mot Italien och Spanien, vilka båda dock spelades i São Paulo, inte i Rio. Vid Sveriges match mot Brasilien var antalet åskådare 133 000, vilket fortfarande står som rekord för ett svenskt klubb- eller landslag. I denna turnering valde den svenska lagledningen, med huvudledaren Rudolf "Putte" Kock, att inte använda spelare, som hade tecknat proffskontrakt. Därmed uteslöts flera av de spelare, som varit med och tagit OS-guld i London 1948, bland andra Milans legendariska innertrio:Gunnar Gren, Gunnar Nordahl och Nils Liedholm.
För England var detta VM det första som man deltog i. Man hade valt att bojkotta de tre första turneringarna med motiveringen att ett VM var onödigt eftersom man ansåg att det lag, som representerade fotbollens hemland var världens bästa. England första VM-turnering slutade med fiasko då man i gruppspelet besegrades av såväl USA som Spanien och därmed inte kvalificerade sig för finalspelet.

## Spelplatser
| Brasilien 1950                                                         | Brasilien 1950                  | Brasilien 1950               | Brasilien 1950                     |
| ---------------------------------------------------------------------- | ------------------------------- | ---------------------------- | ---------------------------------- |
| Recife Belo Horizonte Rio de · Janeiro São Paulo Curitiba Porto Alegre | Rio de Janeiro                  | São Paulo                    | Belo Horizonte                     |
| Recife Belo Horizonte Rio de · Janeiro São Paulo Curitiba Porto Alegre | Maracanã Kapacitet: 199 854     | Pacaembu Kapacitet: 60 000   | Sete de Setembro Kapacitet: 30 000 |
| Recife Belo Horizonte Rio de · Janeiro São Paulo Curitiba Porto Alegre | Curitiba                        | Porto Alegre                 | Recife                             |
| Recife Belo Horizonte Rio de · Janeiro São Paulo Curitiba Porto Alegre | Vila Capanema Kapacitet: 10 000 | Eucaliptos Kapacitet: 20 000 | Ilha do Retiro Kapacitet: 10 000   |

## Deltagare
| Grupp 1 - Brasilien - Jugoslavien - Mexiko - Schweiz | Grupp 2 - Chile - England - Spanien - USA | Grupp 3 - Indien (kom inte) - Italien - Paraguay - Sverige | Grupp 4 - Bolivia - Skottland (kom inte) - Turkiet (kom inte) - Uruguay |

Noteringar
1. ↑  Deltog ej för att de inte tilläts spela barfota vilket de flesta spelarna i laget gjorde.
2. ↑  FIFA erbjöd både 1:an och 2:an i det brittiska mästerskapet plats i världsmästerskapet. Det skotska fotbollsförbundet hade dock bestämt att laget måste vinna brittiska mästerskapet för att få delta. De kom tvåa efter England.
3. ↑  Deltog ej av ekonomiska skäl: de hade inte råd att resa över till Sydamerika.

## Resultat

### Första gruppspelsomgången
Mästerskapet var uppdelat i två gruppspelsomgångar. I första omgången var lagen uppdelade i fyra grupper där gruppsegraren kvalificerade sig till den andra omgången. Brasilien, Spanien, Sverige och Uruguay vann sina grupper och fick därmed spela vidare i turneringen.

#### Grupp 1
| Nr | Lag         | S | V | O | F | GM | IM | MS | P |
| -- | ----------- | - | - | - | - | -- | -- | -- | - |
| 1  | Brasilien   | 3 | 2 | 1 | 0 | 8  | 2  | +6 | 5 |
| 2  | Jugoslavien | 3 | 2 | 0 | 1 | 7  | 3  | +4 | 4 |
| 3  | Schweiz     | 3 | 1 | 1 | 1 | 4  | 6  | −2 | 3 |
| 4  | Mexiko      | 3 | 0 | 0 | 3 | 2  | 10 | −8 | 0 |

| 1                        | 24 juni 1950             | Brasilien                             | 4 – 0           | Mexiko | Maracanã                                                                 |                                                                          |
| 15:00 UTC−3 Huvudartikel | 15:00 UTC−3 Huvudartikel | Ademir 30′, 79′ Jair 65′ Baltazar 71′ | (1 – 0) Rapport |        | Rio de Janeiro, Brasilien Publik: 81 649 Domare: George Reader (England) | Rio de Janeiro, Brasilien Publik: 81 649 Domare: George Reader (England) |
| 15:00 UTC−3 Huvudartikel | 15:00 UTC−3 Huvudartikel |                                       |                 |        | Rio de Janeiro, Brasilien Publik: 81 649 Domare: George Reader (England) | Rio de Janeiro, Brasilien Publik: 81 649 Domare: George Reader (England) |
| 15:00 UTC−3 Huvudartikel | 15:00 UTC−3 Huvudartikel |                                       |                 |        | Rio de Janeiro, Brasilien Publik: 81 649 Domare: George Reader (England) | Rio de Janeiro, Brasilien Publik: 81 649 Domare: George Reader (England) |

| 5                        | 25 juni 1950             | Jugoslavien                                              | 3 – 0           | Schweiz | Estádio Independência                                                      |                                                                            |
| 15:00 UTC−3 Huvudartikel | 15:00 UTC−3 Huvudartikel | Rajko Mitić 59′ Kosta Tomašević 70′ Tihomir Ognjanov 84′ | (0 – 0) Rapport |         | Belo Horizonte, Brasilien Publik: 7 336 Domare: Giovanni Galeati (Italien) | Belo Horizonte, Brasilien Publik: 7 336 Domare: Giovanni Galeati (Italien) |
| 15:00 UTC−3 Huvudartikel | 15:00 UTC−3 Huvudartikel |                                                          |                 |         | Belo Horizonte, Brasilien Publik: 7 336 Domare: Giovanni Galeati (Italien) | Belo Horizonte, Brasilien Publik: 7 336 Domare: Giovanni Galeati (Italien) |
| 15:00 UTC−3 Huvudartikel | 15:00 UTC−3 Huvudartikel |                                                          |                 |         | Belo Horizonte, Brasilien Publik: 7 336 Domare: Giovanni Galeati (Italien) | Belo Horizonte, Brasilien Publik: 7 336 Domare: Giovanni Galeati (Italien) |

| 6                        | 28 juni 1950             | Brasilien               | 2 – 2           | Schweiz                 | Estádio do Pacaembu                                                   |                                                                       |
| 15:00 UTC−3 Huvudartikel | 15:00 UTC−3 Huvudartikel | Alfredo 3′ Baltazar 32′ | (2 – 1) Rapport | Jacques Fatton 17′, 88′ | São Paulo, Brasilien Publik: 42 032 Domare: Ramón Azon Roma (Spanien) | São Paulo, Brasilien Publik: 42 032 Domare: Ramón Azon Roma (Spanien) |
| 15:00 UTC−3 Huvudartikel | 15:00 UTC−3 Huvudartikel |                         |                 |                         | São Paulo, Brasilien Publik: 42 032 Domare: Ramón Azon Roma (Spanien) | São Paulo, Brasilien Publik: 42 032 Domare: Ramón Azon Roma (Spanien) |
| 15:00 UTC−3 Huvudartikel | 15:00 UTC−3 Huvudartikel |                         |                 |                         | São Paulo, Brasilien Publik: 42 032 Domare: Ramón Azon Roma (Spanien) | São Paulo, Brasilien Publik: 42 032 Domare: Ramón Azon Roma (Spanien) |

| 7                        | 28 juni 1950             | Jugoslavien                                                     | 4 – 1           | Mexiko                  | Estádio dos Eucaliptos                                                  |                                                                         |
| 15:00 UTC−3 Huvudartikel | 15:00 UTC−3 Huvudartikel | Stjepan Bobek 20′ Željko Čajkovski 23′, 51′ Kosta Tomašević 81′ | (2 – 0) Rapport | Héctor Ortiz 89′ (str.) | Porto Alegre, Brasilien Publik: 11 078 Domare: Reginald Leafe (England) | Porto Alegre, Brasilien Publik: 11 078 Domare: Reginald Leafe (England) |
| 15:00 UTC−3 Huvudartikel | 15:00 UTC−3 Huvudartikel |                                                                 |                 |                         | Porto Alegre, Brasilien Publik: 11 078 Domare: Reginald Leafe (England) | Porto Alegre, Brasilien Publik: 11 078 Domare: Reginald Leafe (England) |
| 15:00 UTC−3 Huvudartikel | 15:00 UTC−3 Huvudartikel |                                                                 |                 |                         | Porto Alegre, Brasilien Publik: 11 078 Domare: Reginald Leafe (England) | Porto Alegre, Brasilien Publik: 11 078 Domare: Reginald Leafe (England) |

| 11                       | 1 juli 1950              | Brasilien             | 2 – 0           | Jugoslavien | Maracanã                                                                   |                                                                            |
| 15:00 UTC−3 Huvudartikel | 15:00 UTC−3 Huvudartikel | Ademir 4′ Zizinho 69′ | (1 – 0) Rapport |             | Rio de Janeiro, Brasilien Publik: 142 429 Domare: Mervyn Griffiths (Wales) | Rio de Janeiro, Brasilien Publik: 142 429 Domare: Mervyn Griffiths (Wales) |
| 15:00 UTC−3 Huvudartikel | 15:00 UTC−3 Huvudartikel |                       |                 |             | Rio de Janeiro, Brasilien Publik: 142 429 Domare: Mervyn Griffiths (Wales) | Rio de Janeiro, Brasilien Publik: 142 429 Domare: Mervyn Griffiths (Wales) |
| 15:00 UTC−3 Huvudartikel | 15:00 UTC−3 Huvudartikel |                       |                 |             | Rio de Janeiro, Brasilien Publik: 142 429 Domare: Mervyn Griffiths (Wales) | Rio de Janeiro, Brasilien Publik: 142 429 Domare: Mervyn Griffiths (Wales) |

| 14                       | 2 juli 1950              | Schweiz                            | 2 – 1           | Mexiko              | Estádio dos Eucaliptos                                              |                                                                     |
| 15:40 UTC−3 Huvudartikel | 15:40 UTC−3 Huvudartikel | René Bader 10′ Charles Antenen 44′ | (2 – 0) Rapport | Horacio Casarín 89′ | Porto Alegre, Brasilien Publik: 3 580 Domare: Ivan Eklind (Sverige) | Porto Alegre, Brasilien Publik: 3 580 Domare: Ivan Eklind (Sverige) |
| 15:40 UTC−3 Huvudartikel | 15:40 UTC−3 Huvudartikel |                                    |                 |                     | Porto Alegre, Brasilien Publik: 3 580 Domare: Ivan Eklind (Sverige) | Porto Alegre, Brasilien Publik: 3 580 Domare: Ivan Eklind (Sverige) |
| 15:40 UTC−3 Huvudartikel | 15:40 UTC−3 Huvudartikel |                                    |                 |                     | Porto Alegre, Brasilien Publik: 3 580 Domare: Ivan Eklind (Sverige) | Porto Alegre, Brasilien Publik: 3 580 Domare: Ivan Eklind (Sverige) |

#### Grupp 2
| Nr | Lag     | S | V | O | F | GM | IM | MS | P |
| -- | ------- | - | - | - | - | -- | -- | -- | - |
| 1  | Spanien | 3 | 3 | 0 | 0 | 6  | 1  | +5 | 6 |
| 2  | England | 3 | 1 | 0 | 2 | 2  | 2  | 0  | 2 |
| 3  | Chile   | 3 | 1 | 0 | 2 | 5  | 6  | −1 | 2 |
| 4  | USA     | 3 | 1 | 0 | 2 | 4  | 8  | −4 | 2 |

| 2                        | 25 juni 1950             | England                             | 2 – 0           | Chile | Maracanã                                                                            |                                                                                     |
| 15:00 UTC−3 Huvudartikel | 15:00 UTC−3 Huvudartikel | Stan Mortensen 39′ Wilf Mannion 51′ | (1 – 0) Rapport |       | Rio de Janeiro, Brasilien Publik: 29 703 Domare: Karel van der Meer (Nederländerna) | Rio de Janeiro, Brasilien Publik: 29 703 Domare: Karel van der Meer (Nederländerna) |
| 15:00 UTC−3 Huvudartikel | 15:00 UTC−3 Huvudartikel |                                     |                 |       | Rio de Janeiro, Brasilien Publik: 29 703 Domare: Karel van der Meer (Nederländerna) | Rio de Janeiro, Brasilien Publik: 29 703 Domare: Karel van der Meer (Nederländerna) |
| 15:00 UTC−3 Huvudartikel | 15:00 UTC−3 Huvudartikel |                                     |                 |       | Rio de Janeiro, Brasilien Publik: 29 703 Domare: Karel van der Meer (Nederländerna) | Rio de Janeiro, Brasilien Publik: 29 703 Domare: Karel van der Meer (Nederländerna) |

| 3                        | 25 juni 1950             | Spanien                                            | 3 – 1           | USA              | Estádio Durival Britto e Silva                                    |                                                                   |
| 15:00 UTC−3 Huvudartikel | 15:00 UTC−3 Huvudartikel | Silvestre Igoa 81′ Estanislao Basora 83′ Zarra 89′ | (0 – 1) Rapport | Gino Pariani 17′ | Curitiba, Brasilien Publik: 9 511 Domare: Mario Viana (Brasilien) | Curitiba, Brasilien Publik: 9 511 Domare: Mario Viana (Brasilien) |
| 15:00 UTC−3 Huvudartikel | 15:00 UTC−3 Huvudartikel |                                                    |                 |                  | Curitiba, Brasilien Publik: 9 511 Domare: Mario Viana (Brasilien) | Curitiba, Brasilien Publik: 9 511 Domare: Mario Viana (Brasilien) |
| 15:00 UTC−3 Huvudartikel | 15:00 UTC−3 Huvudartikel |                                                    |                 |                  | Curitiba, Brasilien Publik: 9 511 Domare: Mario Viana (Brasilien) | Curitiba, Brasilien Publik: 9 511 Domare: Mario Viana (Brasilien) |

| 8                        | 29 juni 1950             | Spanien                         | 2 – 0           | Chile | Maracanã                                                                     |                                                                              |
| 15:00 UTC−3 Huvudartikel | 15:00 UTC−3 Huvudartikel | Estanislao Basora 17′ Zarra 30′ | (2 – 0) Rapport |       | Rio de Janeiro, Brasilien Publik: 19 790 Domare: Alberto Malcher (Brasilien) | Rio de Janeiro, Brasilien Publik: 19 790 Domare: Alberto Malcher (Brasilien) |
| 15:00 UTC−3 Huvudartikel | 15:00 UTC−3 Huvudartikel |                                 |                 |       | Rio de Janeiro, Brasilien Publik: 19 790 Domare: Alberto Malcher (Brasilien) | Rio de Janeiro, Brasilien Publik: 19 790 Domare: Alberto Malcher (Brasilien) |
| 15:00 UTC−3 Huvudartikel | 15:00 UTC−3 Huvudartikel |                                 |                 |       | Rio de Janeiro, Brasilien Publik: 19 790 Domare: Alberto Malcher (Brasilien) | Rio de Janeiro, Brasilien Publik: 19 790 Domare: Alberto Malcher (Brasilien) |

| 10                       | 29 juni 1950             | USA              | 1 – 0           | England | Estádio Independência                                                       |                                                                             |
| 15:00 UTC−3 Huvudartikel | 15:00 UTC−3 Huvudartikel | Joe Gaetjens 38′ | (1 – 0) Rapport |         | Belo Horizonte, Brasilien Publik: 10 151 Domare: Generoso Datillo (Italien) | Belo Horizonte, Brasilien Publik: 10 151 Domare: Generoso Datillo (Italien) |
| 15:00 UTC−3 Huvudartikel | 15:00 UTC−3 Huvudartikel |                  |                 |         | Belo Horizonte, Brasilien Publik: 10 151 Domare: Generoso Datillo (Italien) | Belo Horizonte, Brasilien Publik: 10 151 Domare: Generoso Datillo (Italien) |
| 15:00 UTC−3 Huvudartikel | 15:00 UTC−3 Huvudartikel |                  |                 |         | Belo Horizonte, Brasilien Publik: 10 151 Domare: Generoso Datillo (Italien) | Belo Horizonte, Brasilien Publik: 10 151 Domare: Generoso Datillo (Italien) |

| 12                       | 2 juli 1950              | Spanien   | 1 – 0           | England | Maracanã                                                                    |                                                                             |
| 15:00 UTC−3 Huvudartikel | 15:00 UTC−3 Huvudartikel | Zarra 48′ | (0 – 0) Rapport |         | Rio de Janeiro, Brasilien Publik: 74 462 Domare: Giovanni Galeati (Italien) | Rio de Janeiro, Brasilien Publik: 74 462 Domare: Giovanni Galeati (Italien) |
| 15:00 UTC−3 Huvudartikel | 15:00 UTC−3 Huvudartikel |           |                 |         | Rio de Janeiro, Brasilien Publik: 74 462 Domare: Giovanni Galeati (Italien) | Rio de Janeiro, Brasilien Publik: 74 462 Domare: Giovanni Galeati (Italien) |
| 15:00 UTC−3 Huvudartikel | 15:00 UTC−3 Huvudartikel |           |                 |         | Rio de Janeiro, Brasilien Publik: 74 462 Domare: Giovanni Galeati (Italien) | Rio de Janeiro, Brasilien Publik: 74 462 Domare: Giovanni Galeati (Italien) |

| 15                       | 2 juli 1950              | Chile                                                                             | 5 – 2           | USA                                   | Estádio Ilha do Retiro                                             |                                                                    |
| 15:00 UTC−3 Huvudartikel | 15:00 UTC−3 Huvudartikel | George Robledo 16′ Atilio Cremaschi 32′, 60′ Andrés Prieto 54′ Fernando Riera 82′ | (2 – 0) Rapport | Frank Wallace 47′ Joe Maca 48′ (str.) | Recife, Brasilien Publik: 8 501 Domare: Mario Gardelli (Brasilien) | Recife, Brasilien Publik: 8 501 Domare: Mario Gardelli (Brasilien) |
| 15:00 UTC−3 Huvudartikel | 15:00 UTC−3 Huvudartikel |                                                                                   |                 |                                       | Recife, Brasilien Publik: 8 501 Domare: Mario Gardelli (Brasilien) | Recife, Brasilien Publik: 8 501 Domare: Mario Gardelli (Brasilien) |
| 15:00 UTC−3 Huvudartikel | 15:00 UTC−3 Huvudartikel |                                                                                   |                 |                                       | Recife, Brasilien Publik: 8 501 Domare: Mario Gardelli (Brasilien) | Recife, Brasilien Publik: 8 501 Domare: Mario Gardelli (Brasilien) |

#### Grupp 3
| Nr | Lag      | S | V | O | F | GM | IM | MS | P |
| -- | -------- | - | - | - | - | -- | -- | -- | - |
| 1  | Sverige  | 2 | 1 | 1 | 0 | 5  | 4  | +1 | 3 |
| 2  | Italien  | 2 | 1 | 0 | 1 | 4  | 3  | +1 | 2 |
| 3  | Paraguay | 2 | 0 | 1 | 1 | 2  | 4  | −2 | 1 |

| 4                        | 25 juni 1950             | Sverige                                   | 3 – 2           | Italien                                      | Estádio do Pacaembu                                             |                                                                 |
| 15:00 UTC−3 Huvudartikel | 15:00 UTC−3 Huvudartikel | Hasse Jeppson 25′, 69′ Sune Andersson 34′ | (2 – 1) Rapport | Riccardo Carapellese 7′ Ermes Muccinelli 78′ | São Paulo, Brasilien Publik: 36 502 Domare: Jean Lutz (Schweiz) | São Paulo, Brasilien Publik: 36 502 Domare: Jean Lutz (Schweiz) |
| 15:00 UTC−3 Huvudartikel | 15:00 UTC−3 Huvudartikel |                                           |                 |                                              | São Paulo, Brasilien Publik: 36 502 Domare: Jean Lutz (Schweiz) | São Paulo, Brasilien Publik: 36 502 Domare: Jean Lutz (Schweiz) |
| 15:00 UTC−3 Huvudartikel | 15:00 UTC−3 Huvudartikel |                                           |                 |                                              | São Paulo, Brasilien Publik: 36 502 Domare: Jean Lutz (Schweiz) | São Paulo, Brasilien Publik: 36 502 Domare: Jean Lutz (Schweiz) |

| 9                        | 29 juni 1950             | Sverige                             | 2 – 2           | Paraguay                                | Estádio Durival Britto e Silva                                        |                                                                       |
| 15:30 UTC−3 Huvudartikel | 15:30 UTC−3 Huvudartikel | Stig Sundqvist 17′ Calle Palmér 26′ | (2 – 1) Rapport | César López Fretes 35′ Atilio López 74′ | Curitiba, Brasilien Publik: 7 903 Domare: Robert Mitchell (Skottland) | Curitiba, Brasilien Publik: 7 903 Domare: Robert Mitchell (Skottland) |
| 15:30 UTC−3 Huvudartikel | 15:30 UTC−3 Huvudartikel |                                     |                 |                                         | Curitiba, Brasilien Publik: 7 903 Domare: Robert Mitchell (Skottland) | Curitiba, Brasilien Publik: 7 903 Domare: Robert Mitchell (Skottland) |
| 15:30 UTC−3 Huvudartikel | 15:30 UTC−3 Huvudartikel |                                     |                 |                                         | Curitiba, Brasilien Publik: 7 903 Domare: Robert Mitchell (Skottland) | Curitiba, Brasilien Publik: 7 903 Domare: Robert Mitchell (Skottland) |

| 13                       | 2 juli 1950              | Italien                                        | 2 – 0           | Paraguay | Estádio do Pacaembu                                                |                                                                    |
| 15:00 UTC−3 Huvudartikel | 15:00 UTC−3 Huvudartikel | Riccardo Carapellese 12′ Egisto Pandolfini 63′ | (1 – 0) Rapport |          | São Paulo, Brasilien Publik: 25 811 Domare: Arthur Ellis (England) | São Paulo, Brasilien Publik: 25 811 Domare: Arthur Ellis (England) |
| 15:00 UTC−3 Huvudartikel | 15:00 UTC−3 Huvudartikel |                                                |                 |          | São Paulo, Brasilien Publik: 25 811 Domare: Arthur Ellis (England) | São Paulo, Brasilien Publik: 25 811 Domare: Arthur Ellis (England) |
| 15:00 UTC−3 Huvudartikel | 15:00 UTC−3 Huvudartikel |                                                |                 |          | São Paulo, Brasilien Publik: 25 811 Domare: Arthur Ellis (England) | São Paulo, Brasilien Publik: 25 811 Domare: Arthur Ellis (England) |

#### Grupp 4
| Nr | Lag     | S | V | O | F | GM | IM | MS | P |
| -- | ------- | - | - | - | - | -- | -- | -- | - |
| 1  | Uruguay | 1 | 1 | 0 | 0 | 8  | 0  | +8 | 2 |
| 2  | Bolivia | 1 | 0 | 0 | 1 | 0  | 8  | −8 | 0 |

| 16                       | 2 juli 1950              | Uruguay                                                                                                   | 8 – 0           | Bolivia | Estádio Independência                                                   |                                                                         |
| 15:00 UTC−3 Huvudartikel | 15:00 UTC−3 Huvudartikel | Óscar Míguez 14′, 40′, 51′ Ernesto Vidal 18′ Juan Schiaffino 23′, 54′ Julio Pérez 83′ Alcides Ghiggia 87′ | (4 – 0) Rapport |         | Belo Horizonte, Brasilien Publik: 5 284 Domare: George Reader (England) | Belo Horizonte, Brasilien Publik: 5 284 Domare: George Reader (England) |
| 15:00 UTC−3 Huvudartikel | 15:00 UTC−3 Huvudartikel | |                 |         | Belo Horizonte, Brasilien Publik: 5 284 Domare: George Reader (England) | Belo Horizonte, Brasilien Publik: 5 284 Domare: George Reader (England) |
| 15:00 UTC−3 Huvudartikel | 15:00 UTC−3 Huvudartikel | |                 |         | Belo Horizonte, Brasilien Publik: 5 284 Domare: George Reader (England) | Belo Horizonte, Brasilien Publik: 5 284 Domare: George Reader (England) |

### Andra gruppspelsomgången
| Nr | Lag       | S | V | O | F | GM | IM | MS  | P |
| -- | --------- | - | - | - | - | -- | -- | --- | - |
| 1  | Uruguay   | 3 | 2 | 1 | 0 | 7  | 5  | +2  | 5 |
| 2  | Brasilien | 3 | 2 | 0 | 1 | 14 | 4  | +10 | 4 |
| 3  | Sverige   | 3 | 1 | 0 | 2 | 6  | 11 | −5  | 2 |
| 4  | Spanien   | 3 | 0 | 1 | 2 | 4  | 11 | −7  | 1 |

| 17                       | 9 juli 1950              | Uruguay                                | 2 – 2           | Spanien                    | Estádio do Pacaembu                                                 |                                                                     |
| 15:00 UTC−3 Huvudartikel | 15:00 UTC−3 Huvudartikel | Alcides Ghiggia 29′ Obdulio Varela 73′ | (1 – 2) Rapport | Estanislao Basora 37′, 39′ | São Paulo, Brasilien Publik: 44 802 Domare: Sandy Griffiths (Wales) | São Paulo, Brasilien Publik: 44 802 Domare: Sandy Griffiths (Wales) |
| 15:00 UTC−3 Huvudartikel | 15:00 UTC−3 Huvudartikel |                                        |                 |                            | São Paulo, Brasilien Publik: 44 802 Domare: Sandy Griffiths (Wales) | São Paulo, Brasilien Publik: 44 802 Domare: Sandy Griffiths (Wales) |
| 15:00 UTC−3 Huvudartikel | 15:00 UTC−3 Huvudartikel |                                        |                 |                            | São Paulo, Brasilien Publik: 44 802 Domare: Sandy Griffiths (Wales) | São Paulo, Brasilien Publik: 44 802 Domare: Sandy Griffiths (Wales) |

| 18                       | 9 juli 1950              | Brasilien                                           | 7 – 1           | Sverige                   | Maracanã                                                                 |                                                                          |
| 15:00 UTC−3 Huvudartikel | 15:00 UTC−3 Huvudartikel | Ademir 17′, 36′, 52′, 58′ Chico 39′, 88′ Maneca 85′ | (3 – 0) Rapport | Sune Andersson 67′ (str.) | Rio de Janeiro, Brasilien Publik: 138 886 Domare: Arthur Ellis (England) | Rio de Janeiro, Brasilien Publik: 138 886 Domare: Arthur Ellis (England) |
| 15:00 UTC−3 Huvudartikel | 15:00 UTC−3 Huvudartikel |                                                     |                 |                           | Rio de Janeiro, Brasilien Publik: 138 886 Domare: Arthur Ellis (England) | Rio de Janeiro, Brasilien Publik: 138 886 Domare: Arthur Ellis (England) |
| 15:00 UTC−3 Huvudartikel | 15:00 UTC−3 Huvudartikel |                                                     |                 |                           | Rio de Janeiro, Brasilien Publik: 138 886 Domare: Arthur Ellis (England) | Rio de Janeiro, Brasilien Publik: 138 886 Domare: Arthur Ellis (England) |

| 19                       | 13 juli 1950             | Brasilien                                           | 6 – 1           | Spanien            | Maracanã                                                                   |                                                                            |
| 15:00 UTC−3 Huvudartikel | 15:00 UTC−3 Huvudartikel | Ademir 15′, 57′ Jair 21′ Chico 31′, 55′ Zizinho 67′ | (3 – 0) Rapport | Silvestre Igoa 71′ | Rio de Janeiro, Brasilien Publik: 152 772 Domare: Reginald Leafe (England) | Rio de Janeiro, Brasilien Publik: 152 772 Domare: Reginald Leafe (England) |
| 15:00 UTC−3 Huvudartikel | 15:00 UTC−3 Huvudartikel |                                                     |                 |                    | Rio de Janeiro, Brasilien Publik: 152 772 Domare: Reginald Leafe (England) | Rio de Janeiro, Brasilien Publik: 152 772 Domare: Reginald Leafe (England) |
| 15:00 UTC−3 Huvudartikel | 15:00 UTC−3 Huvudartikel |                                                     |                 |                    | Rio de Janeiro, Brasilien Publik: 152 772 Domare: Reginald Leafe (England) | Rio de Janeiro, Brasilien Publik: 152 772 Domare: Reginald Leafe (England) |

| 20                       | 13 juli 1950             | Uruguay                                   | 3 – 2           | Sverige                            | Estádio do Pacaembu                                                   |                                                                       |
| 15:00 UTC−3 Huvudartikel | 15:00 UTC−3 Huvudartikel | Alcides Ghiggia 39′ Óscar Míguez 77′, 85′ | (1 – 2) Rapport | Calle Palmér 5′ Stig Sundqvist 40′ | São Paulo, Brasilien Publik: 7 987 Domare: Giovanni Galeati (Italien) | São Paulo, Brasilien Publik: 7 987 Domare: Giovanni Galeati (Italien) |
| 15:00 UTC−3 Huvudartikel | 15:00 UTC−3 Huvudartikel |                                           |                 |                                    | São Paulo, Brasilien Publik: 7 987 Domare: Giovanni Galeati (Italien) | São Paulo, Brasilien Publik: 7 987 Domare: Giovanni Galeati (Italien) |
| 15:00 UTC−3 Huvudartikel | 15:00 UTC−3 Huvudartikel |                                           |                 |                                    | São Paulo, Brasilien Publik: 7 987 Domare: Giovanni Galeati (Italien) | São Paulo, Brasilien Publik: 7 987 Domare: Giovanni Galeati (Italien) |

| 21                       | 16 juli 1950             | Sverige                                               | 3 – 1           | Spanien   | Estádio do Pacaembu                                                            |                                                                                |
| 15:00 UTC−3 Huvudartikel | 15:00 UTC−3 Huvudartikel | Stig Sundqvist 15′ Bror Mellberg 33′ Calle Palmér 80′ | (2 – 0) Rapport | Zarra 82′ | São Paulo, Brasilien Publik: 11 227 Domare: Karel van der Meer (Nederländerna) | São Paulo, Brasilien Publik: 11 227 Domare: Karel van der Meer (Nederländerna) |
| 15:00 UTC−3 Huvudartikel | 15:00 UTC−3 Huvudartikel |                                                       |                 |           | São Paulo, Brasilien Publik: 11 227 Domare: Karel van der Meer (Nederländerna) | São Paulo, Brasilien Publik: 11 227 Domare: Karel van der Meer (Nederländerna) |
| 15:00 UTC−3 Huvudartikel | 15:00 UTC−3 Huvudartikel |                                                       |                 |           | São Paulo, Brasilien Publik: 11 227 Domare: Karel van der Meer (Nederländerna) | São Paulo, Brasilien Publik: 11 227 Domare: Karel van der Meer (Nederländerna) |

| 22                       | 16 juli 1950             | Uruguay                                 | 2 – 1           | Brasilien  | Maracanã                                                                  |                                                                           |
| 15:00 UTC−3 Huvudartikel | 15:00 UTC−3 Huvudartikel | Juan Schiaffino 66′ Alcides Ghiggia 79′ | (0 – 0) Rapport | Friaça 47′ | Rio de Janeiro, Brasilien Publik: 173 850 Domare: George Reader (England) | Rio de Janeiro, Brasilien Publik: 173 850 Domare: George Reader (England) |
| 15:00 UTC−3 Huvudartikel | 15:00 UTC−3 Huvudartikel |                                         |                 |            | Rio de Janeiro, Brasilien Publik: 173 850 Domare: George Reader (England) | Rio de Janeiro, Brasilien Publik: 173 850 Domare: George Reader (England) |
| 15:00 UTC−3 Huvudartikel | 15:00 UTC−3 Huvudartikel |                                         |                 |            | Rio de Janeiro, Brasilien Publik: 173 850 Domare: George Reader (England) | Rio de Janeiro, Brasilien Publik: 173 850 Domare: George Reader (England) |